# 歐陽鈞

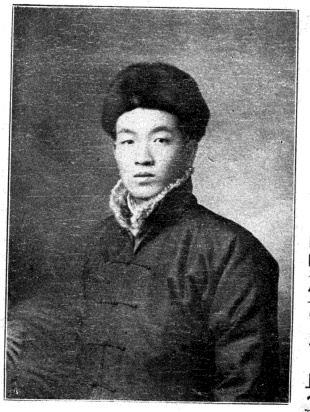
歐陽鈞近照

歐陽鈞（?—?），廣東省廣州府新會縣人，清朝政治人物、同進士出身。
光緒九年（1883年），参加癸未科殿試，登進士三甲38名。同年五月，著以主事分部学习。